# Monasterio de Santo Domingo (Peralada)
El monasterio de Santo Domingo de Peralada son los restos de un antiguo edificio religioso de la población de Perelada perteneciente a la comarca catalana del Alto Ampurdán en la provincia de Gerona. Incluido en el Inventario del Patrimonio Arquitectónico de Cataluña y protegido como Bien Cultural de Interés Nacional.

## Historia

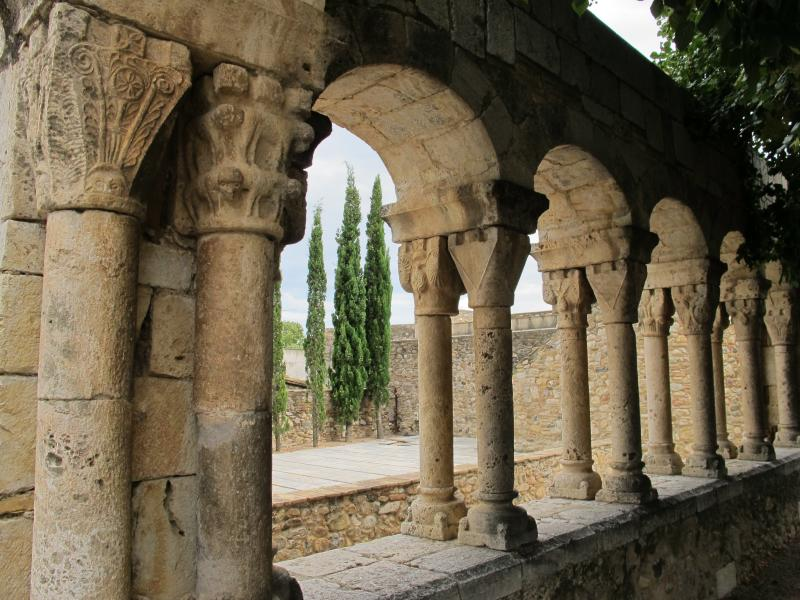
Detalle de una galería del claustro.

El claustro es el único resto del antiguo convento de Santo Domingo de Peralada, de frailes  agustinos, fundado seguramente en la segunda mitad del siglo XI. En 1578, después de que se extinguiera la comunidad de los agustinos, fue ocupado por los dominicos -de donde proviene el nombre actual-, que permanecieron hasta el 1835. Los edificios conventuales, con la iglesia -obra, parece, del siglo XVIII-, fueron derribados hace unos años porque amenazaban ruina, y sólo quedó el claustro, que fue consolidado, ajardinado y protegido por una valla.
Un estudio minucioso ha demostrado que el claustro fue montado de nuevo en una época tardía, difícil de precisar, aprovechando los elementos románicos anteriores. Puede que este claustro procediera de otro sitio, pero lo lógico es suponer que pertenecía al antiguo convento de los agustinos.

## Descripción

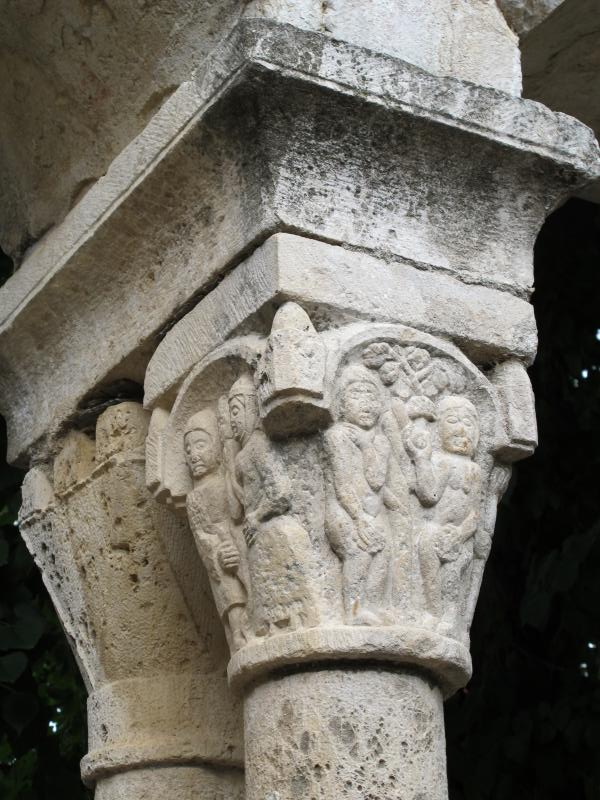
Detalle escultórico de un capitel del claustro.

El claustro de Santo Domingo se encuentra aislado, en el jardín de lo que actualmente es la oficina de turismo de Perelada. La construcción es de dimensiones más bien reducidas, consta de una planta ligeramente rectangular, con seis pares de columnas en las alas este y oeste, y siete pares en las del norte y sur, sobre unas bases que sólo dejan una abertura para acceder al interior. Las dimensiones máximas exteriores son de 9,38 metros por 11,38 metros, y las interiores 7,80 metros por 9,90 metros. Los arcos son rebajados, probablemente debido a una reconstrucción que sufrió el claustro 'in situ'. Además, la iconografía de los capiteles no tiene una secuencia lógica, lo que hace pensar en un cambio de orden después de dicha reconstrucción. Las arcadas y columnas tienen como base un grueso plinto y están dispuestas por parejas, siete parejas en el norte y sur, y seis parejas en el este y el oeste. Cada columna está formada por la base -casi siempre se compone por un dado cuadrado y, encima, dos toros-, el fuste sin éntasis, un capitel y un  ábaco para cada dos capiteles.
La escultura de los capiteles es una obra de temática variada. Según los elementos iconográficos reproducidos se ven diferentes tipos de capiteles: los más sencillos, con formas geométricas simples, son de forma troncopiramidal invertida; otro grupo también con decoración geométrica, pero en este caso más abundante; un tercer grupo lo conforma una serie de capiteles cúbicos con dibujos geométricos y fitomorfos, y otro grupo está caracterizado por disponer de piñas en las volutas. Los capiteles zoomórficos presentan diferentes tipos de composición: en unos se representan leones rampantes, en otros corderos y unos terceros sirenas pájaro. En cuanto a los capiteles historiados, algunos responden a escenas bíblicas como la historia de Adán y Eva o la representación del paraíso. Es interesante notar que, entre los capiteles de la galería meridional, se encuentran las armas de los Rocabertí.